# Guenther Steiner
Guenther Steiner, Günther Steiner (ur. 7 kwietnia 1965 w Merano) – włoski inżynier.

## Życiorys
Guenther Steiner w 1986 roku został inżynierem Mazda Europe w Belgii i pracował nad modelem Mazda 323 4WD Turbo, która startowała w WRC. W 1990 roku Steiner był inżynierem odpowiedzialnym za rozwój Jolly Club we Włoszech, zespół zwyciężył w 8 rajdach i zdobył tytuł mistrzowski w klasyfikacji generalnej w 1992 roku. Pod koniec 1996 roku Steiner przeniósł się do Wielkiej Brytanii by współpracować z Prodrive w Subaru World Rally Team. Kilka lat później otrzymał propozycję pracy na stanowisku dyrektora technicznego w M Sport by pracować nad Fordem Focusem WRC.
W 2002 roku był dyrektorem technicznym Jaguar Racing. Po roku został zastąpiony przez Davida Pitchfortha. W 2003 roku rozpoczął pracę w serii Deutsche Tourenwagen Masters z zespołem Opla, w 2005 roku General Motors zamknął zespół. Powrócił do Formuły 1 po utworzeniu Red Bull Racing jako dyrektor zarządzający. W 2014 został szefem zespołu Haas. Opuścił zespół 10 stycznia 2024.